# Campeonato Mundial Feminino de Hóquei no Gelo Sub-18
O Campeonato Internacional de Hóquei no Gelo Feminino SUB-18 é um torneio anual disputado pelas melhores seleções de Hóquei no gelo, para jogadoras com menos de 18 anos. O torneio é organizado pela Federação Internacional de Hóquei no Gelo. Na edição inaugural, em 2008, oito times participaram. Os Estados Unidos bateram as vizinhas canadenses por 5 a 2 no jogo final para ficarem com o ouro. As tchecas garantiram o bronze após baterem as suecas por 4 a 2.

## Lista de campeões
| Ano           | Sede           |                | Final            | Final                           | Final            |        | Disputa do 3º lugar | Disputa do 3º lugar | Disputa do 3º lugar |
| Ano           | Sede           | Ouro           | Placar           | Prata                           | Bronze           | Placar | 4º lugar            |                     |                     |
| 2008 Detalhes | Canadá         | Estados Unidos | 5 - 2            | Canadá                          | República Tcheca | 4 - 2  | Suécia              |                     |                     |
| 2009          | Estados Unidos | Canadá         | Suécia           | Füssen, Alemanha                |                  |        |                     |                     |                     |
| 2010          | Canadá         | Estados Unidos | Suécia           | Chicago, Estados Unidos         |                  |        |                     |                     |                     |
| 2011          | Estados Unidos | Canadá         | Finlândia        | Estocolmo, Suécia               |                  |        |                     |                     |                     |
| 2012          | Canadá         | Estados Unidos | Suécia           | Zlín / Přerov, República Tcheca |                  |        |                     |                     |                     |
| 2013          | Canadá         | Estados Unidos | Suécia           | Heinola / Vierumäki, Finlândia  |                  |        |                     |                     |                     |
| 2014          | Canadá         | Estados Unidos | República Tcheca | Budapeste, Hungria              |                  |        |                     |                     |                     |
| 2015          | Estados Unidos | Canadá         | Rússia           | Buffalo, United States          |                  |        |                     |                     |                     |
| 2016          | Estados Unidos | Canadá         | Suécia           | St. Catharines, Canadá          |                  |        |                     |                     |                     |
| 2017          | Estados Unidos | Canadá         | Rússia           | Přerov / Zlín, República Tcheca |                  |        |                     |                     |                     |
| 2018          | Estados Unidos | Suécia         | Canadá           | Dmitrov, Russia                 |                  |        |                     |                     |                     |
| 2019          | Canadá         | Estados Unidos | Finlândia        | Obihiro, Japan                  |                  |        |                     |                     |                     |
| 2020          | Estados Unidos | Canadá         | Rússia           | Bratislava, Eslováquia          |                  |        |                     |                     |                     |